# Louis II d'Amboise
Pour les articles homonymes, voir Louis II.
Louis II d'Amboise (1477 - 1511), fut évêque d'Autun, et évêque d'Albi. Il était le fils de Charles Ier d'Amboise, favori de Louis XI et de Catherine de Chauvigny, et le frère de Charles II d'Amboise de Chaumont.

## Biographie
Il fit ses études au Collège de Navarre, puis à la faculté des arts de Paris. Il fut coadjuteur de son oncle Louis Ier d'Amboise, évêque d'Albi, dès 1496, et il fut désigné pour lui succéder le 22 mai 1497 alors qu'il était archidiacre de Narbonne.
 
Il a été ordonné prêtre, en 1499, et pourvu d'une prébende à Chartres. 

Le 9 août 1501, il est nommé évêque d'Autun par le pape Alexandre VI, mais il conserve ses fonctions d'archidiacre de Chartres et de questeur de la Sainte-Chapelle de Bourges. 

En août et septembre 1502, il fait partie de la suite de Louis XII pendant sa campagne d'Italie.

En 1503, il prend possession de l'évêché d'Albi, après le décès de son oncle Louis Ier d'Amboise. 

Le 17 octobre 1505, il donne, au château de Blois, la dispense nécessaire pour le mariage de la nièce du roi, Germaine de Foix avec Ferdinand II d'Aragon.
 
En 1506, il est créé cardinal-prêtre au titre cardinalice de Saint Marcellin et Pierre par le pape Jules II. 

En 1507, il retourne en Italie avec Louis XII et entre triomphalement à Gênes avec lui.
Il meurt le 3 mars 1511 à Lorette, dans la province d'Ancône, et son corps est inhumé dans la basilique de Lorette.

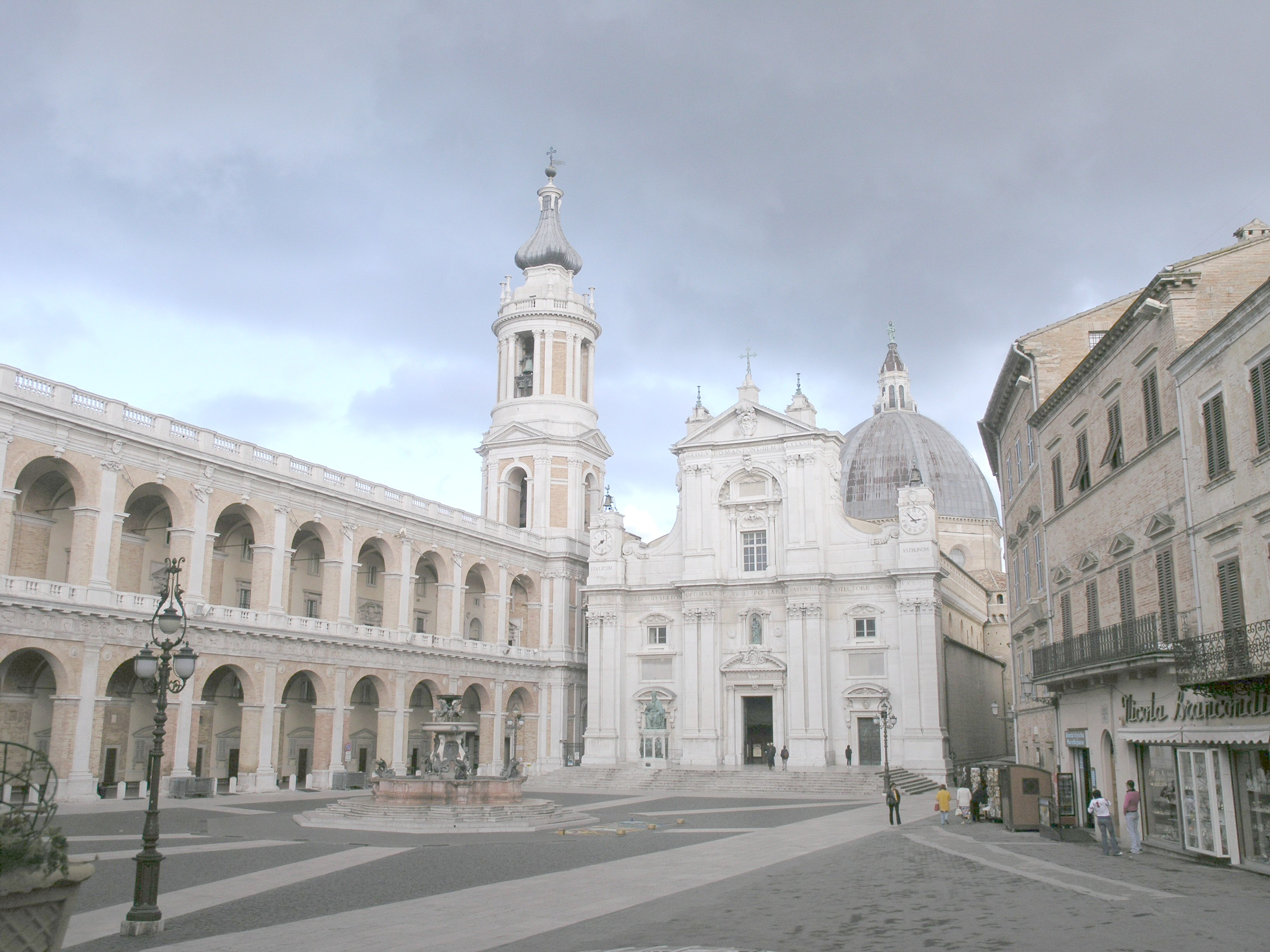
Basilique de Lorette en Italie